# 페드로 데 발디비아
페드로 데 발디비아(Pedro de Valdivia, 1497년 4월 17일~1553년 12월 25일)는 스페인의 콩키스타도르였으며 스페인령 칠레의 초대 총독(재임 1540년~1547년)과 제3대 총독(재임 1549년~1553년)을 지냈다. 그는 이탈리아와 플랑드르에서 스페인 군으로 복무한 뒤, 1534년 남아메리카로 발령되어 1537년 페루에서 프란시스코 피사로의 부관으로 근무하는 등, 사령부에서 그의 이인자 역할을 하였다. 1540년에는 150명의 스페인 군을 이끌고 칠레로 원정을 가, 큰 규모의 인디언 공격을 무산시키고 이듬해 산티아고를 건설하였다. 그는 1546년 페루(1546 – 48)에서 또 한번 싸워 스페인의 지배를 남쪽으로 비오비오강까지 확장시키고, 1549년에는 총독의 지위로서 칠레로 귀환하였다. 그는 비오비오의 남쪽으로의 칠레 정복을 시작하여 1550년 콘셉시온을 건설했다. 그는 아라우칸 원주민과의 전투 중 사로잡혀 죽음을 맞이 한다. 칠레의 발디비아라는 도시는 그의 이름에서 비롯 된 것이다.

## 초년
페드로 데 발디비아는 1500년 무렵 스페인, 에스트레마두라, 빌라누에바 데 라 세레나의 몰락한 이달고 집안에서 태어났다고 여겨진다. 1520년 그는 찰스 1세의 스페인 군대에 입대하여 1521년에는 플랑드르에서, 1522년부터 1525년까지는 이탈리아에서 싸웠으며, 페르난도 다발로스의 휘하에서 파비아 전투에 참전하였다. 그는 1535년, 남아메리카에 당도하여 베네수엘라에서 무탈한 세월을 보내다 1537년에야 페루로 가게 된다.
그곳에서 헤르난도 피사로와 합세해 1538년, 디에고 데 알마그로와 라스 살리나스 전투에서 싸워 이기고 알마그로를 사로 잡는다.:264 그 후에 그는 하이 페루(High Peru, 지금의 볼리비아)에 속한 콜라오(Collao)와 라스 카르카스(las Charcas) 지방의 정복을 위해 헤르난도 피사로, 곤잘로 피사로와 합류한다. 이 두 지역의 정복에 그가 조력한 보상으로써 발디바는 은 광산을 받아, 부를 쌓기에 이른다.
발디비아는 스페인에서 마리나 올티즈 데 가에테와 결혼하지만 페루에서 그는 칠레까지 같이 동반한 그의 첩, 이네스 데 수아레즈에게 기울게 된다.

## 원정

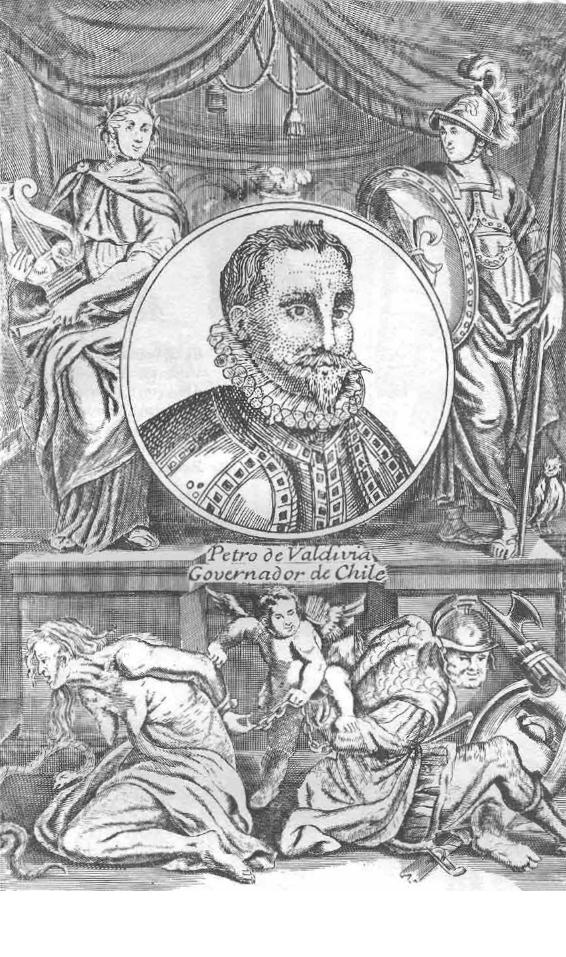
페드로 데 발디비아의 판화. 1646년 Alonso de Ovalle 작.

1536년 디에고 데 알마그로의 원정이 실패로 돌아간 후, 페루 이남의 땅은 미발견 지역(?)으로 남아 있었다. 발디비아는 이 지역의 정복을 완수하기 위하여 당시 총독이었던 프란시스코 피사로의 승인을 받아낼 수 있었으나, 그가 고대했던 총독의 지위로서가 아닌 총독의 대리로 임명되는 데에 그쳤다.
원정은 시작부터 난관에 봉착하였다. 발디비아는 원정의 자금을 위해 그에게 할당된 토지와 광산을 매각해야만 했다. 병력과 탐험가의 부족 또한 문제가 되었는 데, 그것은 그들이 빈궁한 땅(그들이 생각하기에)을 정복하는 일에 전혀 관심이 없었기 때문이었다. 더욱이 발디비아가 원정을 준비하는 도중, 같은 지역의 점령에 대하여 왕실의 승인을 받은 페드로 산초 데 호즈가 스페인으로부터 당도하였다. 문제를 피하기 위해 피사로는 두 경쟁자가 서로의 이익을 위하여 힘을 합치기를 제안하였고, 1539년 12월 28일, 동업자 계약이 조인되었다.
1540년 1월, 피사로의 승인을 받고 페드로 산초 데 호즈와 동행하는 발디비아의 소규모 원정대는 마침내 페루의 쿠스코를 출발한다. 그들은 심기 위한 다양한 씨앗들, 한 무리의 돼지와 새끼 말을 가지고 있었고 거의 천 명에 달하는 원주민과 그에 반해, 소규모의 스페인 인을 대동하고 있었다. 원정대 가운데 유일한 여자는 발디비아의 첩, 이네스 데 수아레즈였다. 원정 도중에는 노련한 탐험가로 알려진 발디비아의 명성에 이끌려 더 많은 스페인 인들이 합류하게 되었다. 이러한 콩키스타도르들은 볼리비아의 산악 지대에서 군사 작전을 실패하게 되는 요소가 되었지만, 전반적으로 150여 명의 스페인 인이 이 원정에 합류하고 있었다.
발디비아는 알마그로의 군대에 의해 치명적이라고 입증된, 안데스를 넘어가는 진로를 포기하고, 결연히 아타카마 사막을 경유하는 길을 가기 시작했다. 도중에 페드로 산초 데 호즈는 원정대의 지휘를 독차지 하고자, 발디비아의 살해를 기도하지만 실패로 돌아갔다. 그는 사면을 받았지만, 이후로는 부수적인 지위를 받아 들여야만 했다. 그 지역의 현지인들은 알마그로의 밑에서 겪었던 잔인한 처사 탓에 스페인 인들의 귀환에 호의적이지 않았다. 많은 약속을 통해서 발디비아는 그들의 신용을 회복할 수 있었다. 5개월의 행군과 엄청난 궁핍을 겪고 난 후에야 코피아포 계곡에 도착하여, 발디비아는 공식적으로 그 땅을 스페인 왕의 이름 아래 손아귀에 넣을 수 있었다.
그 후 곧바로 남진을 계속하여 그들이 쿠스코를 떠난 지 11개월이 지난 후인 1540년 12월, 발디비아와 그들의 원정대는 마포초 강의 계곡에 당도하여, 그곳에 영토의 수도를 설치하였다. 그 계곡에는 광활한 토지가 펼쳐져 있었고 적정 수의 원주민이 거주하고 있었다. 그곳의 토지는 비옥했고 담수가 풍부했다. 또한 두 높은 산은 이 곳의 방어를 수월하게 해주었다. 원정대가 도착 하자마자, 발디비아는 카시케를 위한 선물과 함께 사절단을 보내 원주민들에게 그의 의도가 나쁘게 비치지 않도록 납득시켰다.
1541년 2월 12일, 마침내 발디비아는 공식적으로 산티아고 데 라 누에바 에스트레마두라라는 도시를 건설한다. 기념식은 후에렌 산(Huelén hill)의 아래에서 열렸다.
칠레에 도착한 후, 발디비아와 그의 원정대는 알마그로의 무자비한 방식으로 인해 큰 피해를 입은 인디언들과 콩키스타도르 간의 관계 회복을 위하여 길을 떠났다. 처음에, 현지인을 호의적으로 대하려는 발디비아의 노력은 성공적이었으나, 그러한 평화적 공존은 그리 오래가지 못했다. 발디비아가 내린 첫 번째 명령 중 하나는 추가 보급품을 위해 페루로 보내고, 운반 작업에 용이해지도록 아콩카과 강 어귀에 배 한 척을 건조하는 일이었는데, 머지않아 반란을 진압하기 위하여 급히 산티아고로 돌아가야만 했다. 발파라이소 부근 말가 말가 광산의 금에 대한 소문이 돌자, 스페인 인들의 탐욕이 이전의 의도를 무색하게끔 만들었고 정착민들은 원주민으로 하여금 그곳에서 강제 노동을 시키기에 이르렀다.

## 식민지의 출현
1541년 프란시스코 피사로가 살해당했다는 소식이 전해지던 때에, 발디비아는 새로운 도시의 의회를 통해 자기자신을 그 지역의 총독으로 임명한 뒤에 칠레를 페루의 지배로부터 떨어트려 놓았다. 그는 그 사실을 오직 국왕에게만 알렸고, 정부의 합의는 용인된다고 받아들여졌다.

## 아라우코 전쟁

### 사망
발디비아의 살해가 어떻게 일어났는지에 대해서는 많은 견해가 있다. 그 사건과 동시대의 작가였던 제로니모 데 비바르에 따르면, 카우폴리칸의 모욕감을 주기 위한 명령으로 인해 발디비아는 창으로 죽임을 당한 뒤, 그의 머리는 다른 두 용감한 스페인인과 더불어 전시되었다고 한다. 또 다른 당대의 기록자, 알론소 데 곤고라 마르모레조는 발디비아는 자신의 몸값으로 마푸체 땅에서의 모든 스페인 군인의 철수와 많은 수의 가축을 주겠다고 제안했지만, 마푸체 사람들은 이를 거절한 뒤, 그의 양 팔을 잘라 그가 죽기 전에 발디비아와 그와 동반한 사제의 눈 앞에서 구워 먹었다고 전한다.
알론소 데 에르시야가 언급한 바로는 발디비아가 곤봉에 맞아 죽은 뒤에 인디언 전사들이 칼로 그의 가슴을 갈라 그의 여전히 뛰고 있는 심장을 토퀴(Toqui)에게 바쳐, 토퀴가 그 피를 빨아 마시도록 했다고 한다.

## 같이 보기
- 마푸체
- 아라우코 전쟁
- 콩키스타도르
- 프란시스코 데 빌라그라
- 프란시스코 피사로